# Migliori prestazioni europee nelle 2 miglia
La lista delle migliori prestazioni europee nelle 2 miglia, aggiornata periodicamente dalla World Athletics, raccoglie i migliori risultati di tutti i tempi degli atleti europei nella specialità delle 2 miglia.

## Maschili outdoor

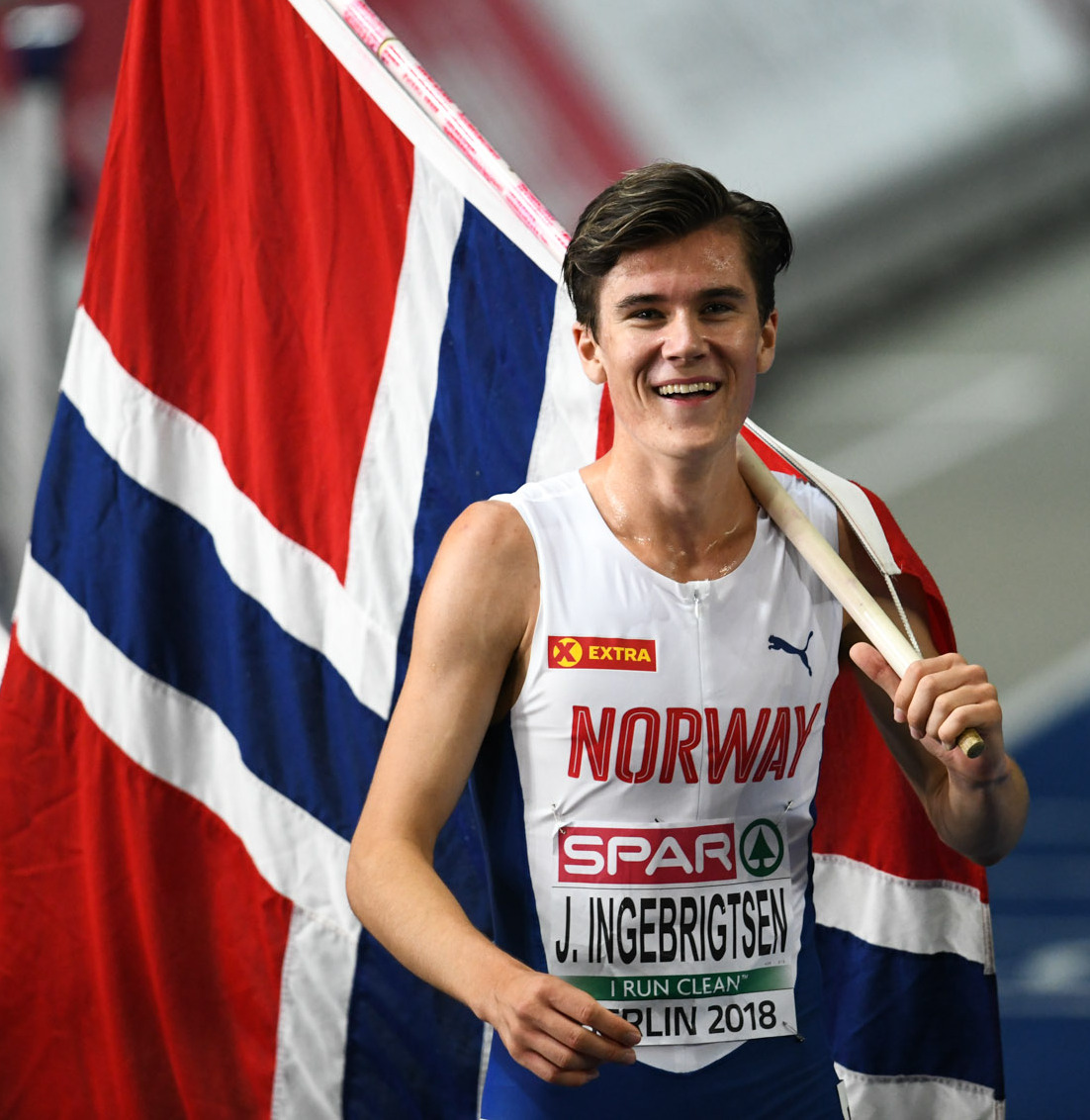
Jakob Ingebrigtsen, detentore del record europeo outdoor

Statistiche aggiornate al 9 giugno 2023.
|     | Tempo    | Atleta             | Luogo      | Data              |
| --- | -------- | ------------------ | ---------- | ----------------- |
| 1.  | 7'54"10  | Jakob Ingebrigtsen | Parigi     | 9 giugno 2023     |
| 2.  | 8'07"85  | Mo Farah           | Birmingham | 24 agosto 2014    |
| 3.  | 8'13"51  | Steve Ovett        | Londra     | 15 settembre 1978 |
| 4.  | 8'13"68  | Brendan Foster     | Londra     | 27 luglio 1973    |
| 5.  | 8'14"0 m | Lasse Virén        | Stoccolma  | 14 agosto 1972    |
| 6.  | 8'14"93  | Steve Cram         | Londra     | 29 agosto 1983    |
| 7.  | 8'15"53  | Tim Hutchings      | Londra     | 12 settembre 1986 |
| 8.  | 8'15"98  | Geoff Turnbull     | Londra     | 12 settembre 1986 |
| 9.  | 8'16"31  | Emiel Puttemans    | Stoccolma  | 25 luglio 1973    |
| 10. | 8'16"75  | David Moorcroft    | Londra     | 20 agosto 1982    |

## Femminili outdoor

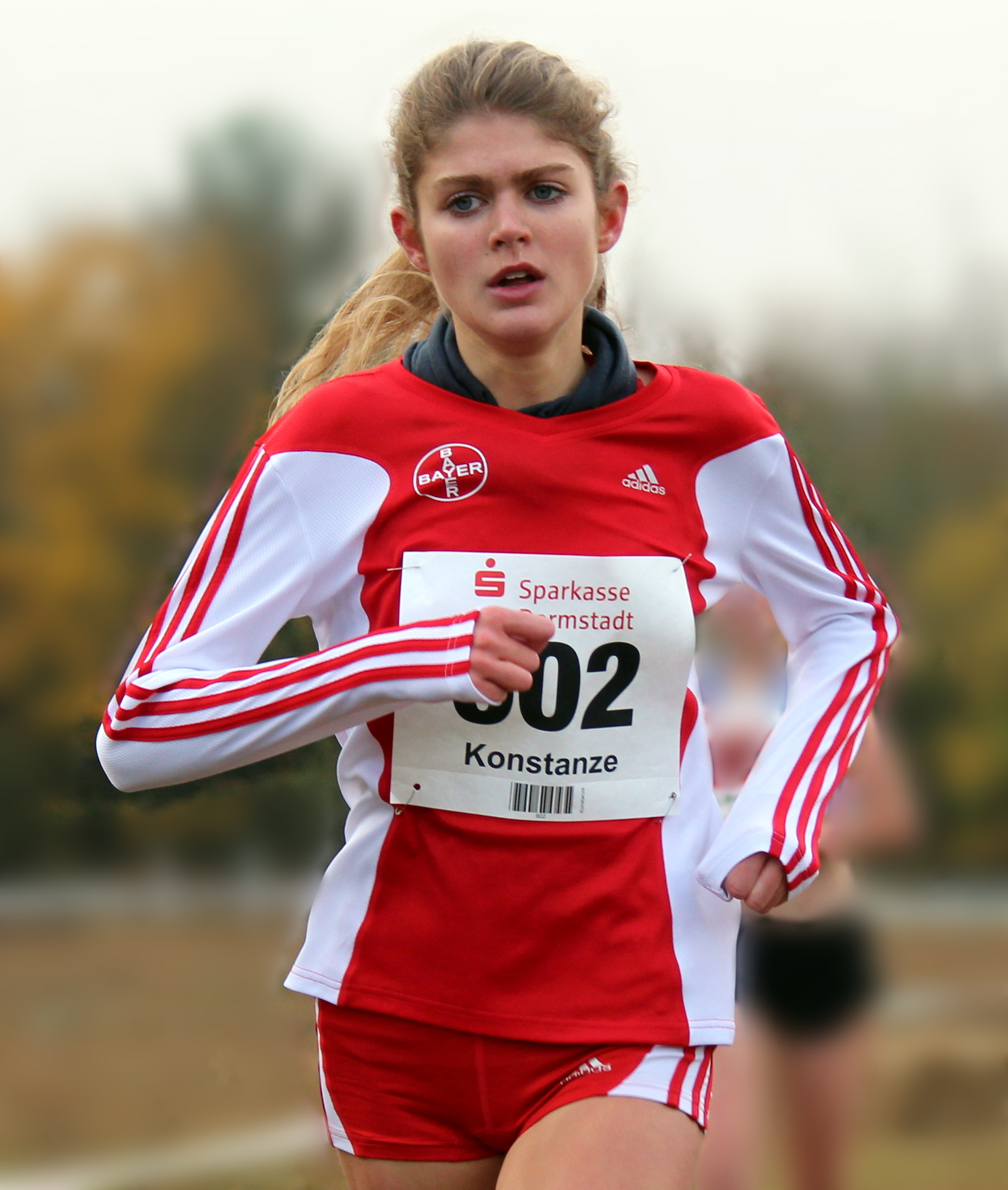
Konstanze Klosterhalfen, detentrice del record europeo delle 2 miglia

Statistiche aggiornate al 17 giugno 2022.
|     | Tempo    | Atleta                  | Luogo        | Data              |
| --- | -------- | ----------------------- | ------------ | ----------------- |
| 1.  | 9'16"73  | Konstanze Klosterhalfen | Eugene       | 27 maggio 2022    |
| 2.  | 9'19"56  | Sonia O'Sullivan        | Cork         | 27 giugno 1998    |
| 3.  | 9'21"98  | Amy-Eloise Markovc      | Eugene       | 20 agosto 2021    |
| 4.  | 9'22"89  | Jéssica Augusto         | Bruxelles    | 14 settembre 2007 |
| 5.  | 9'23"52  | Susan Kuijken           | Birmingham   | 24 agosto 2014    |
| 6.  | 9'28"80  | Renata Pliś             | Birmingham   | 24 agosto 2014    |
| 7.  | 9'29"6 m | Zola Budd               | Londra       | 9 giugno 1985     |
| 8.  | 9'30"39  | Clémence Calvin         | Birmingham   | 24 agosto 2014    |
| 9.  | 9'32"07  | Paula Radcliffe         | Loughborough | 23 maggio 1999    |
| 10. | 9'32"99  | Nadia Battocletti       | Milano       | 23 aprile 2022    |

## Maschili indoor

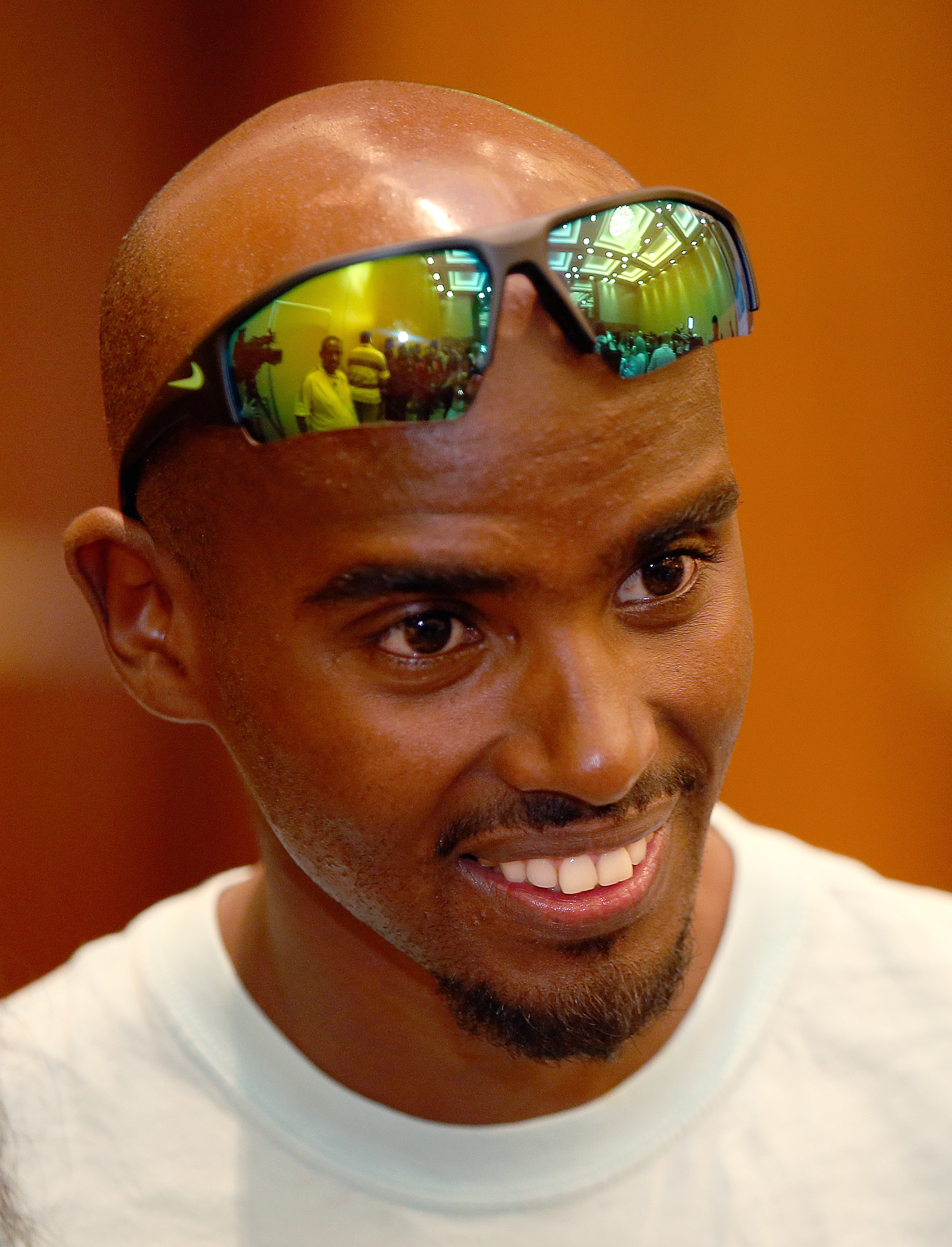
Mo Farah, detentore del record europeo e mondiale indoor delle 2 miglia

Statistiche aggiornate al 17 giugno 2022.
|     | Tempo    | Atleta               | Luogo      | Data             |
| --- | -------- | -------------------- | ---------- | ---------------- |
| 1.  | 8'03"40  | Mo Farah             | Birmingham | 21 febbraio 2015 |
| 2.  | 8'10"78  | Arne Gabius          | Birmingham | 18 febbraio 2012 |
| 3.  | 8'12"63  | Andrew Butchart      | New York   | 11 febbraio 2017 |
| 4.  | 8'13"2 m | Emiel Puttemans      | Berlino    | 18 febbraio 1973 |
| 5.  | 8'17"06  | John Mayock          | Birmingham | 17 febbraio 2002 |
| 6.  | 8'17"78  | Maximilian Thorwirth | New York   | 13 febbraio 2021 |
| 7.  | 8'18"4 m | Nick Rose            | San Diego  | 17 febbraio 1978 |
| 8.  | 8'20"84  | Eamonn Coghlan       | Dallas     | 2 febbraio 1985  |
| 9.  | 8'21"24  | Lee Emanuel          | New York   | 31 gennaio 2015  |
| 10. | 8'21"4 m | Jack Buckner         | San Diego  | 15 febbraio 1985 |

## Femminili indoor

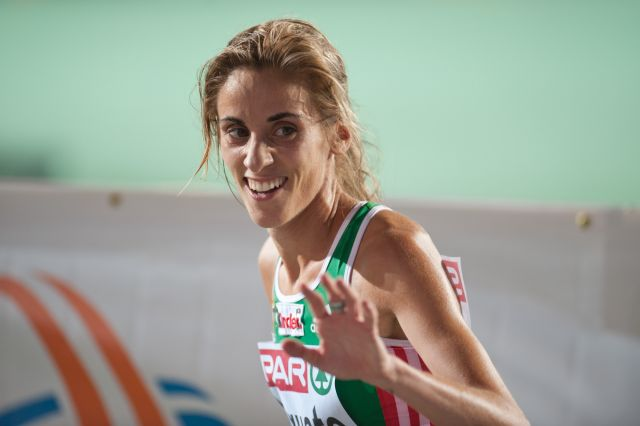
Jéssica Augusto, primatista europea indoor delle 2 miglia

Statistiche aggiornate al 17 giugno 2022.
|     | Tempo   | Atleta              | Luogo      | Data             |
| --- | ------- | ------------------- | ---------- | ---------------- |
| 1.  | 9'19"39 | Jéssica Augusto     | Birmingham | 20 febbraio 2010 |
| 2.  | 9'30"69 | Amy-Eloise Markovc  | New York   | 13 febbraio 2021 |
| 3.  | 9'31"68 | Lidia Chojecka      | Birmingham | 20 febbraio 2010 |
| 4.  | 9'32"00 | Joanne Pavey        | Birmingham | 17 febbraio 2007 |
| 5.  | 9'33"78 | Lisa Dobriskey      | Birmingham | 17 febbraio 2007 |
| 6.  | 9'34"27 | Ines Bibernell-Obst | New York   | 28 febbraio 1986 |
| 7.  | 9'35"83 | Barbara Parker      | Birmingham | 20 febbraio 2010 |
| 8.  | 9'36"85 | Yvonne Murray       | Cosford    | 15 marzo 1987    |
| 9.  | 9'36"89 | Renata Pliś         | Birmingham | 20 febbraio 2010 |
| 10. | 9'37"75 | Adrienne Herzog     | Birmingham | 20 febbraio 2010 |